# A Religiosa Portuguesa
A Religiosa Portuguesa (em francês:  La Religieuse portugaise) é um filme luso-francês do género drama, realizado e escrito por Eugène Green. Estreou-se no Brasil a 23 de outubro, e em França a 11 de novembro de 2009. Em Portugal estreou-se a 6 de maio de 2010.

## Argumento
Julie, uma atriz franco-lusófona é despachada para Lisboa, para rodar um filme inspirado no texto do romance epistolar As Cartas Portuguesas. Ela interpreta uma religiosa do século XVII que apaixona-se por um oficial francês. Durante a sua peregrinação na cidade, um jovem órfão apresenta a ela, um homem distinto, cheio de culpa pelo compromisso do seu pai com o regime salazarista, e uma freira que passa suas noites orando numa modesta capela, cuja esta acaba chamando sua atenção. Julie conhece a aventura com sua parceira de jogo, e através dos encontros, ela tenta dar um novo rumo à sua vida.

## Ficha artística
- Leonor Baldaque como Julie de Hauranne
- Francisco Mozos como Vasco
- Diogo Dória como D. Henrique Cunha
- Ana Moreira como Irmã Joana
- Eugène Green como Denis Verde
- Adrien Michaux como Martin Dautand
- Beatriz Batarda como Madalena
- Carloto Cotta como Dom Sebastião